# Hyltinge socken
Hyltinge socken i Södermanland ingick i Villåttinge härad och området är sedan 1971 en del av Flens kommun, från 2016 inom Helgesta-Hyltinge distrikt.
Socknens areal är 80,90 kvadratkilometer, varav 65,94 land. År 1949 fanns här 1 469 invånare. Sparreholms slott, orten Sparreholm samt sockenkyrkan Hyltinge kyrka ligger i socknen.  

## Administrativ historik
Hyltinge socken har medeltida ursprung. 
Vid kommunreformen 1862 övergick socknens ansvar för de kyrkliga frågorna till Hyltinge församling och för de borgerliga frågorna till Hyltinge landskommun. Landskommunen inkorporerades 1952 i Sparreholms landskommun som 1965 uppgick i Flens stad som 1971 ombildades till Flens kommun. Församlingen uppgick 1995 i Helgesta-Hyltinge församling som 2010 uppgick i Flen, Helgesta-Hyltinge församling.
1 januari 2016 inrättades distriktet Helgesta-Hyltinge, med samma omfattning som Helgesta-Hyltinge församling fick 1995, och vari detta sockenområde ingår.
Socknen har tillhört län, fögderier, tingslag och domsagor enligt vad som beskrivs i artikeln Villåttinge härad.  De indelta soldaterna tillhörde Södermanlands regemente, Nyköpings kompani.

## Geografi

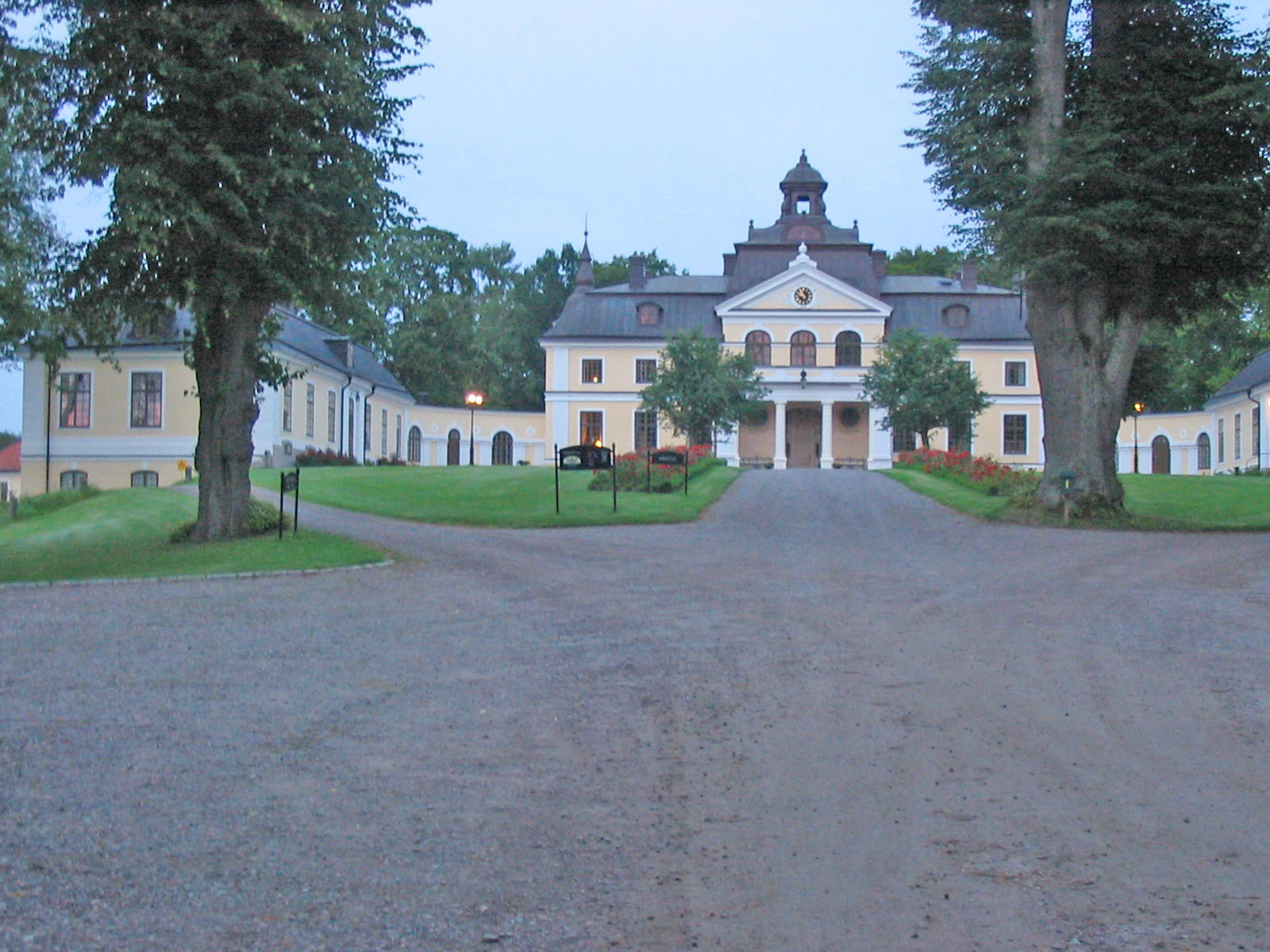
Sparreholms slott.

Hyltinge socken ligger öster om Flen och norr om Båven kring Malmköpingsån. Socknen är en sjörik och kuperad skogsbygd med odlingsbygd vid sjön.

## Fornlämningar
Från bronsåldern finns spridda gravrösen. Från järnåldern finns ett tiotal gravfält och fem fornborgar.

## Namnet
Namnet (1314 Hyltinge) kommer från kyrkbyn och har i efterleden inbyggarbeteckningen inge. Förleden är hult, '(liten) skog'.